# Caiena

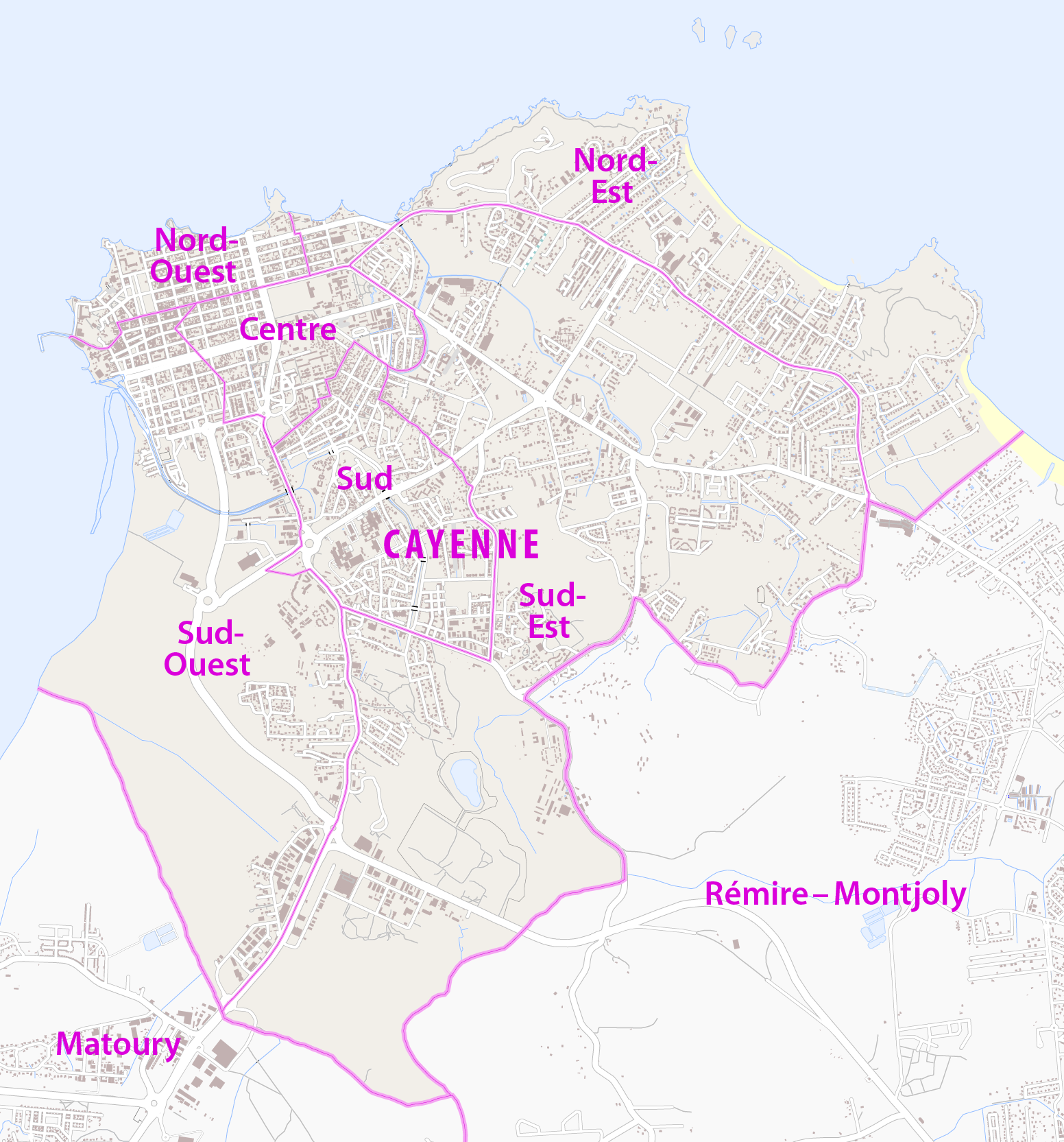

Caiena (em francês: Cayenne) é a capital da Guiana Francesa, departamento ultramarino francês no norte da América do Sul. Localiza-se em uma ilha na foz do rio Caiena. Apresenta uma população de aproximadamente 55.817 habitantes (2014), uma queda de 2,2% em relação ao censo de 2009 . É a maior cidade francófona da América do Sul.

## História

### A ocupação portuguesa
No contexto da Guerra Peninsular, esteve sob o domínio português de janeiro de 1809 a novembro de 1817, tendo sido seu governador o brasileiro João Severiano Maciel da Costa, em lugar do francês Victor Hughes. Dessa ocupação, resultou a introdução, no Brasil, do estado do Amapá, além de certas plantas e árvores ali aclimatadas e depois difundidas nas regiões tropicais brasileiras. Entre elas, contam-se a variedade caiena (ou caiana) de cana-de-açúcar e a fruta-pão.

## Economia
Caiena é um importante centro industrial do camarão. Tem vários garimpos e a base Espacial europeia Cnes.

## Cultura
Caiena possui grande diversidade étnica, com crioulos, haitianos, brasileiros, europeus e asiáticos. É famosa por seu carnaval, que começa com a chegada de Vaval (o rei do carnaval), no primeiro domingo depois do dia de ano-novo e que continua com muitas festas populares até a tarde da terça-feira de carnaval, quando se realiza o Mardi Gras.

## Presença brasileira
O Brasil mantém um consulado-geral em Caiena  e a companhia aérea Azul Linhas Aéreas opera três voos semanais que partem de Belém (Pará) e um voo semanal aos sábados, a partir de Fortaleza (CE).